# Orkun Uşak
Orkun Uşak (ur. 5 listopada 1980 w Stambule) – turecki bramkarz.
W swojej karierze występował w Beykozsporze, Bakırköysporze, Anadolu Üsküdar 1908, Elazığsporze, MKE Ankaragücü, Kayseri Erciyessporze, Galatasaray SK, Vestelu Manisaspor, Karabüksporze, Antalyasporze, Mersin İdman Yurdu i İstanbul Başakşehir.